# Susanne (prénom)
Susanne est un prénom féminin, forme allemande et scandinave de Susanna avec Susann et Suzanne comme variantes, et pouvant désigner:

## Prénom
- Susanne Abbuehl (née en 1970), chanteuse et compositrice suisso-néerlandaise
- Susanne Albrecht (née en 1951), personnalité est-allemande de l'Armée rouge
- Susanne Andersen (née en 1998), coureuse cycliste norvégienne
- Susanne Antonetta (en) (née en 1956), poétesse et auteure américaine
- Susanne Augustesen (née en 1956), joueuse danoise de football
- Susanne Benton (née en 1948), actrice américaine
- Susanne Berckhemer (née en 1978), actrice allemande
- Susanne Berner (née en 1948), auteure allemande de littérature jeunesse
- Susanne Beyer (née en 1961), athlète allemande en saut en hauteur
- Susanne Bickel (née en 1960), égyptologue et professeure suisse
- Susanne Bier (née en 1960), réalisatrice danoise
- Susanne Blakeslee (née en 1956), actrice et chanteuse américaine
- Susanne Bormann (née en 1979), actrice allemande
- Susanne Börnike (née en 1968), nageuse est-allemande
- Susanne Brenner (née en 1958), mathématicienne américaine
- Susanne Ditlevsen (en), mathématicienne danoise
- Susanne Eilersen (en) (née en 1964), femme politique danoise
- Susanne Fröhlich (née en 1962), écrivaine et journaliste allemande
- Susanne Glesnes (en) (née en 1974), joueuse allemande de beach volley
- Susanne Gschwendtner (née en 1981), actrice autrichienne
- Susanne Hart (1927-2010), vétérinaire sud-africaine
- Susanne Hartel (née en 1988), joueuse allemande de football
- Susanne Hausschmid, actrice allemande
- Susanne Heinrich (née en 1985), écrivaine et réalisatrice allemande
- Susanne Helmold, écrivaine allemande
- Susanne Hochuli (née en 1965), personnalité politique suisse
- Susanne Hoffmann
- Susanne Holmström (née en 1947), sociologue danoise
- Susanne Janssen (née en 1965), illustratrice allemande
- Susanne Julien (née en 1954), écrivaine et éducatrice québécoise
- Susanne Kastner (née en 1946), femme politique allemande
- Susanne Kiermayer (née en 1968), tireuse sportive allemande
- Susanne Kippenberger (née en 1957), journaliste et écrivaine allemande
- Susanne Klatten (née en 1962), héritière allemande de BMW
- Susanne Lajoie, professeure et psychopédagogue canadienne
- Susanne Langer (1895-1985), philosophe et écrivaine américaine
- Susanne Lautenbacher (née en 1932), violoniste allemande
- Susanne Lingheim (née en 1954), directrice artistique suédoise
- Susanne Linke (née en 1944), danseuse et chorégraphe allemande
- Susanne Ljungskog (née en 1976), coureuse cycliste suédoise
- Susanne Lothar (1960-2012), actrice allemande
- Susanne Manning (en) (née en 1982), personnalité radiophonique britannique
- Susanne Melior (née en 1958), femme politique allemande
- Susanne Munk Wilbek (née en 1967), joueuse danoise de handball
- Susanne Nielsson (née en 1960), nageuse danoise en courses de brasse
- Susanne Osthoff (en) (née en 1962), archéologue allemande
- Susanne Pfeffer (née en 1973), historienne de l'art allemande
- Susanne Raab (née en 1984), femme politique autrichienne
- Susanne Riesch (née en 1987), skieuse alpine allemande
- Susanne Riess-Passer (née en 1961), femme politique autrichienne
- Susanne Rosenqvist (née en 1967), kayakiste suédoise
- Susanne Sachße (née en 1965), productrice et réalisatrice allemande
- Susanne Storm (née en 1970), actrice danoise
- Susanne Sundfør (née en 1986), auteure et compositrice norvégienne
- Susanne Suter (née en 1943), médecin pédiatre suisse
- Susanne Szell (née en 1965), actrice allemande
- Susanne Teschl (née en 1971), mathématicienne autrichienne
- Susanne Uhlen (née en 1955), actrice allemande
- Susanne Voigt (1927-2016), sculptrice autrichienne
- Susanne von Klettenberg (1723-1774), abbesse et écrivaine religieuse allemande
- Susanne Wasum-Rainer (née en 1956), haute-fonctionnaire et diplomate allemande
- Susanne Weinbuchner (née en 1991), skieuse alpine allemande
- Susanne Wenger (1915-2009), artiste autrichienne
- Susanne Wiberg-Gunnarsson (née en 1963), kayakiste suédoise
- Susanne Wiest (née en 1967), militante socialiste allemande
- Susanne Wigene (née en 1976), athlète norvégienne en course de fond
- Susanne Wolff (née en 1973), actrice allemande
- Susanne Wuest (née en 1979), actrice autrichienne
- Susanne Zenor (en) (née en 1947), actrice américaine

## Référence
1. ↑  (en) https://www.behindthename.com/name/susanne